# ألفا لافال

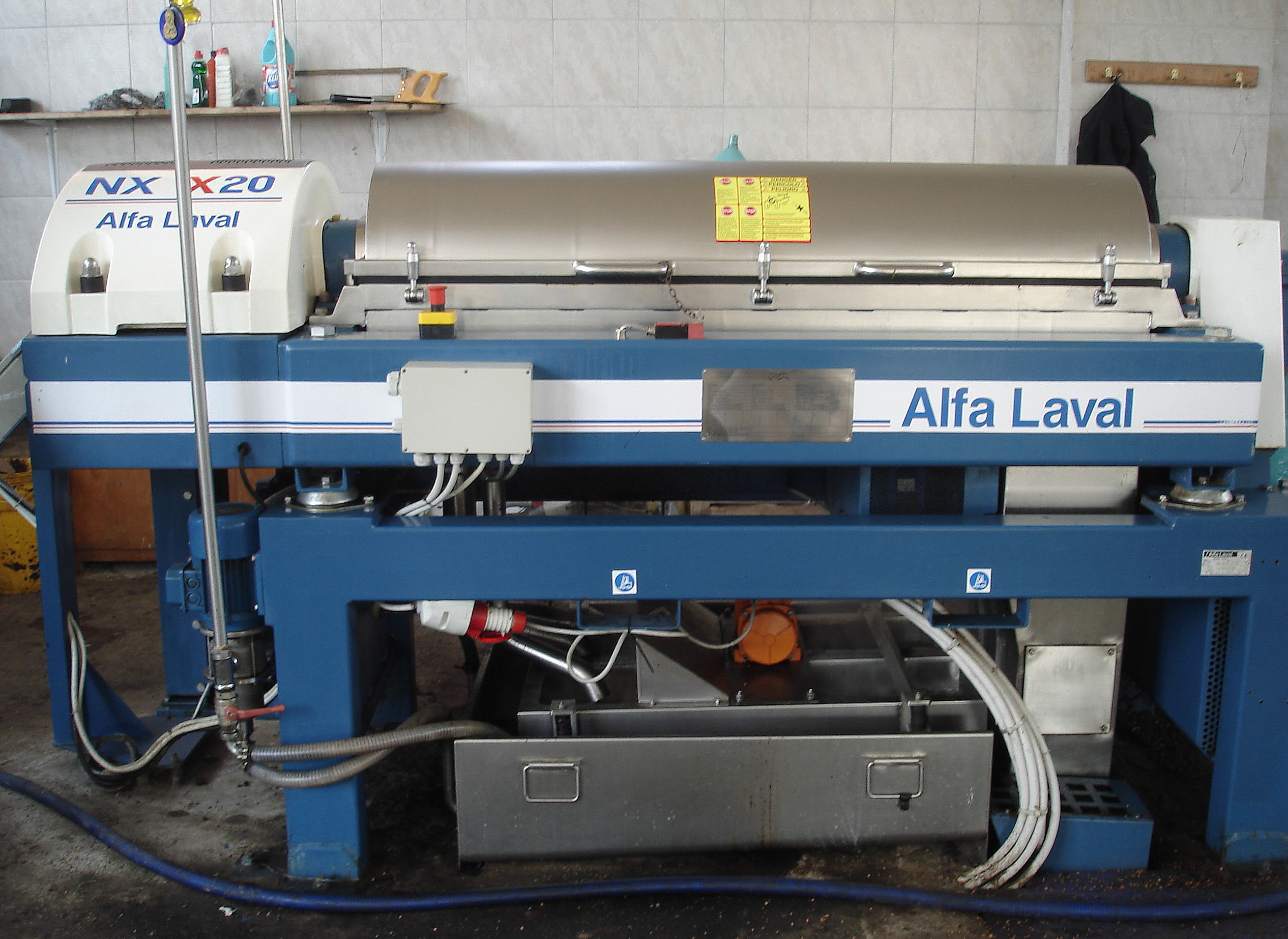
جهاز طرد مركزي من إنتاج شركة ألفا لافال يُستخدم في إنتاج زيت الزيتون في اليونان

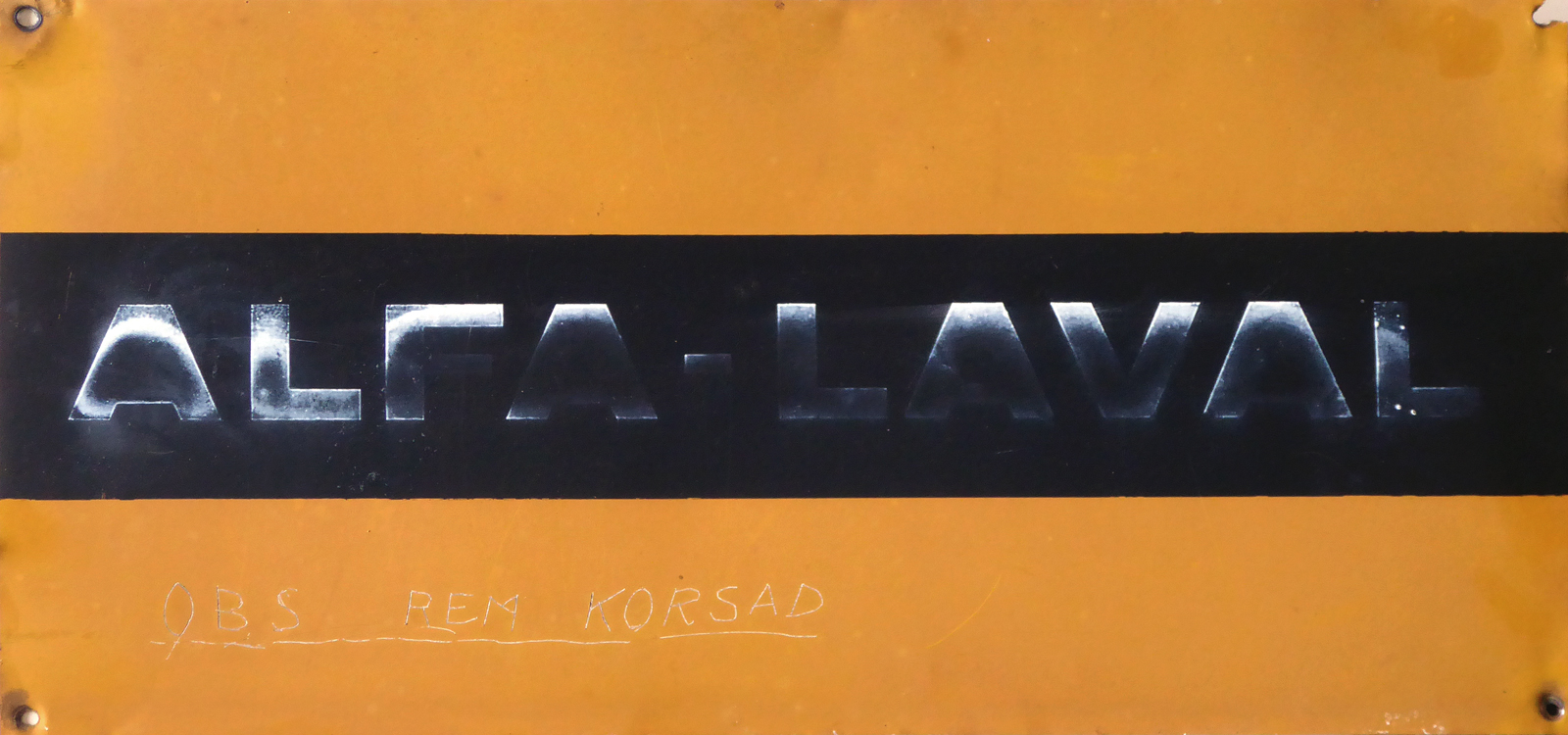
سيتم وضع شعار ألفا لافال القديم في المزارع التي تم استخدام معداتها فيها.

شركة ألفا لافال أيه بي هي شركة سويدية ، تأسست في عام 1883 م على يد كلاً من جوستاف دي لافال وأوسكار لام . بدأت الشركة بتوفير أجهزة الطرد المركزي لمصانع الألبان لاستخدامها في فصل الكريمة عن الحليب. وهي تتعامل الآن في إنتاج المنتجات المتخصصة للصناعات الثقيلة . يتم استخدام المنتجات لتسخين وتبريد وفصل ونقل المنتجات مثل النفط والماء والمواد الكيميائية والمشروبات والمواد الغذائية والنشا والأدوية.
يقع المقر الرئيسي لشركة ألفا لافال في لوند ، السويد، ولديها شركات تابعة في أكثر من 100 دولة حول العالم، بما في ذلك جنوب أفريقيا ، والدنمارك ، وإيطاليا ، والهند ، واليابان ، والصين ، وهولندا ، والولايات المتحدة . اعتبارًا من نهاية عام 2021، بلغ عدد موظفي شركة ألفا لافال عالميًا 18,574 موظفًا وبلغت إيراداتها 4.77 مليار دولار أمريكي.  

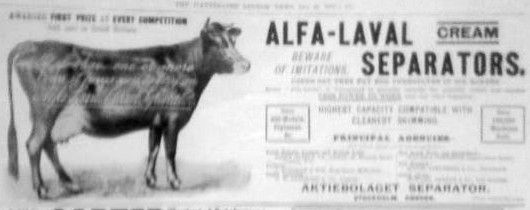
إعلان للشركة من عام 1899 م

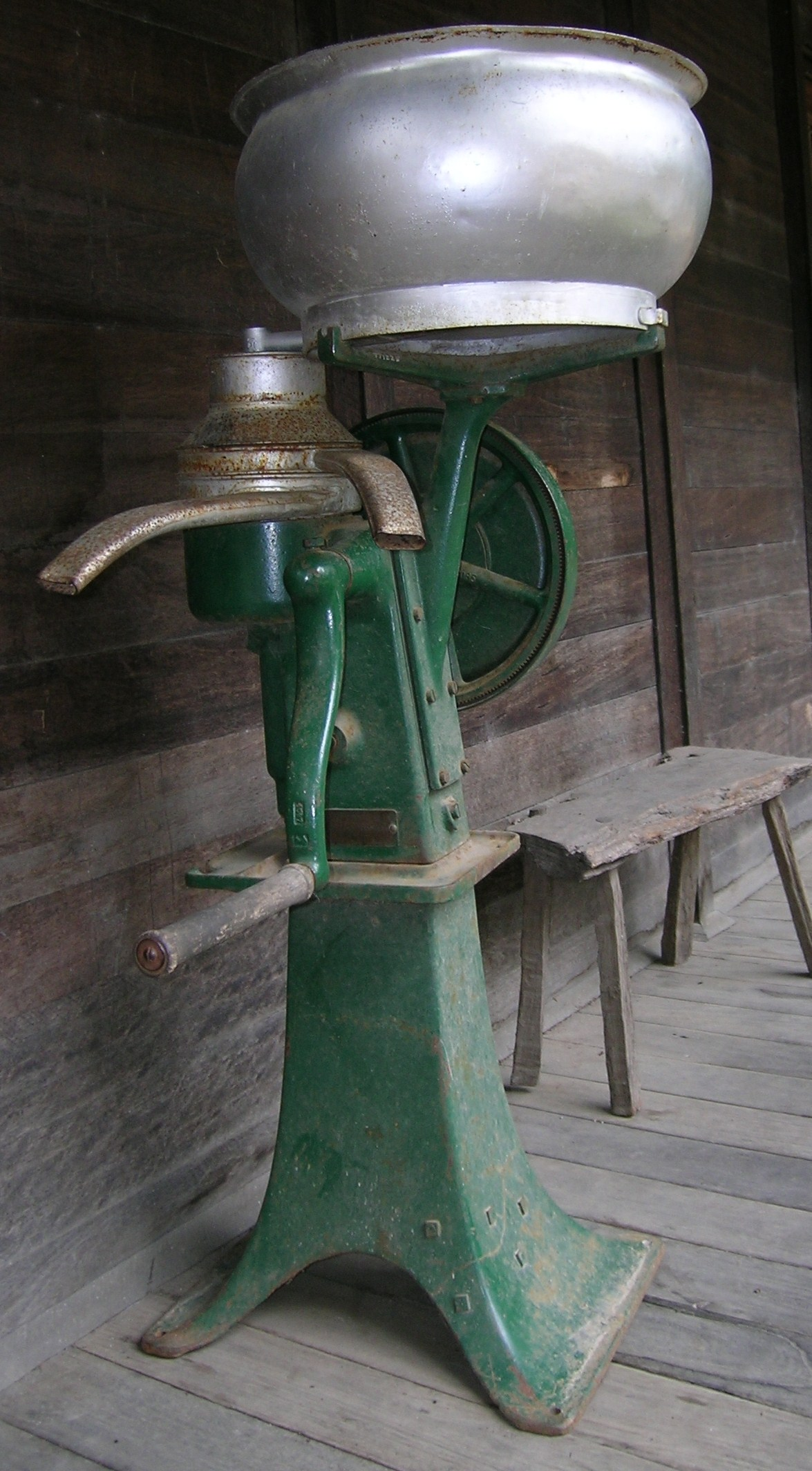
جهاز فصل الكريمة من شركة ألفا لافال

## شراكات الاستدامة
يركز جزء كبير من التطوير الحالي لشركة ألفا لافال على التقنيات الخاصة بتحسين كفاءة الطاقة لتقليل انبعاثات الكربون ، وتلبية اللوائح البيئية البحرية، وتوفير مياه أنظف.  وتشارك الشركة أيضًا في عدد من الشراكات العالمية لتحسين الاستدامة .
في عام 2018، أصبحت شركة ألفا لافال مالكًا جزئيًا في شركة مالطا، والتي توفر لها أيضًا تقنيات نقل الحرارة.  تعمل شركة مالطا.، التي تم احتضانها في اكس للتنمية (المعروفة سابقًا باسم جوجل أكس )، على تطوير حل جديد لتخزين الطاقة الحرارية من شأنه تمكين التحول إلى مصادر الطاقة المتجددة . 
وفي عام 2021 أيضًا، شكلت شركة ألفا لافال وشركة والينيوس مارين مشروعًا مشتركًا يسمى ألفا وول أوشن بيرد . تهدف الشراكة إلى توفير حلول الدفع بالرياح لصناعة الشحن، من أجل تقليل الانبعاثات.  